# کیم هیوک-بونگ
کیم هیوک-بونگ (انگلیسی: Kim Hyok-bong؛ زادهٔ ۲۸ اکتبر ۱۹۸۵) یک بازیکن تنیس روی میز اهل کره شمالی است.